# Dichoptera maculata
Dichoptera maculata är en insektsart som beskrevs av Schmidt 1911. Dichoptera maculata ingår i släktet Dichoptera och familjen Dictyopharidae. Inga underarter finns listade i Catalogue of Life.